# ジュンサイ
ジュンサイ（蓴菜、学名: Brasenia schreberi）は、スイレン目ハゴロモモ科に属する多年生の水草の1種である。本種のみでジュンサイ属 (学名: Brasenia) を構成する。純菜や順才の字が充てられることもある。
水底の地下茎から水中に茎を伸ばし、そこに生じた葉を水面に浮かべる浮葉植物であり、また水上に花をつける（図1）。若い茎や葉は粘液質を分泌し、これで覆われた若芽を吸い物や酢の物の食材とする。世界中の熱帯から温帯域に散在的に分布し、水温が一定のきれいな池沼に生育、また栽培されている場合もある。

## 名称
中国植物名は、蓴菜もしくは蓴。和名であるジュンサイの名は、漢名の「蓴（チュン）」がなまった「ジュン」に、食用草本を意味する「菜（サイ）」をつけたものに由来するとされる。ジュンサイは、蓴菜、ヌナワ、ミズドコロなどの呼称でもよばれる。古くは「蓴（ぬなわ、ぬなは）」とよばれ、『古事記』や『万葉集』にも記述がある。ヌナワは「沼の縄」の意で、沼に生える葉柄が細長く、あたかも縄に似ていることに由来する。 またヌナハともいい、「ヌ」は「ぬめらか」、「ナ」は「菜」、「ハ」は「葉」を意味する。ミズドコロは、茎がトコロ（ヤマノイモ科）のつるに似ていることに由来する。
日本ではその土地でよばれている地方名も多く、ナメリグサ（滋賀県）、ヒルメシハナ（栃木県）、ヌルリ、サセンソウ（岡山県）、コハムソウ（新潟県）、ヌルクサ、オモヒハ（東北地方）などがある。
なお、「花蓴菜」はアサザまたはミツガシワ (ミツガシワ科) を、「犬蓴菜」はアサザを意味する。

## 特徴

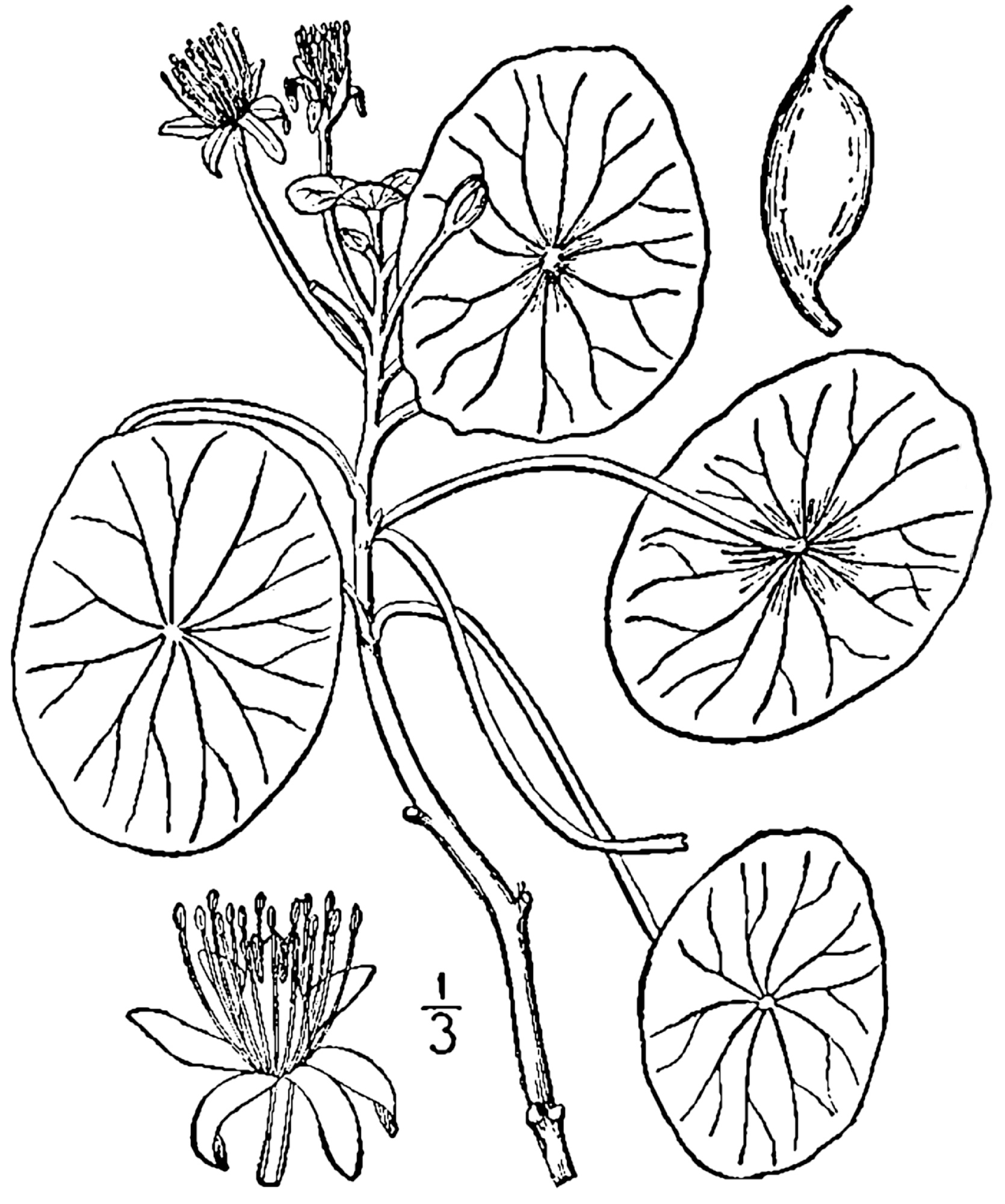
2a. ジュンサイ (右上は果実)

ジュンサイは多年生の水生植物であり、水底に根を張り水面に葉を浮かべる浮葉植物である。太い根茎（地下茎）は底泥中を横にはい、節から根と水中茎を伸ばす。一般に地下茎は、形成されたばかりのときは白色で、その後は淡緑色、濃緑色、黄褐色へと変化して肥大する。根は黒色で1節で50本以下であることが多いが、こぶ状を呈する古い節部では200 - 300本になることもある。若い根は白色で数本程度である。
根茎は越冬し、また水中茎の先端の芽が養分を貯蔵して肥厚し、親植物から離脱して越冬用の殖芽となる。水中茎は細長い円柱形で径2 - 5ミリメートル (mm) 、下方ほど太くなる（図2a）。茎には節が多数でき、下方の節から茎を分枝する。水中茎は淡緑色から濃緑色で、生長が旺盛なものほど太く粘質物が多い。
春（4 - 5月ごろ）になると越冬した地下茎の一部から発芽し、茎から細長い葉柄をもつ葉を互生する。夏期となると葉が水面を覆うようになる。葉は基本的に浮水葉であり、葉柄は長さ5 - 100センチメートル (cm) で紅紫色、葉身の裏面中央付近につく (楯状)（図2a）。葉身は全縁で切れ込みがない楕円形、長さ 5 - 15 cm、幅 3 - 8 cm、表面は艶のある緑色（下図2b）、裏面は紫色を帯びることが多い。葉脈は放射状（図2a）。ハスの葉より小さく、水上には出ない。最初の数枚の葉は水中にある沈水葉であり、長三角形から楕円形、小型 (3 - 6 × 1.5 - 4 cm) で薄い。茎や葉柄、葉の裏面には分泌毛が存在し、水中にある部分は分泌された粘液質で覆われている。
日本での花期は6 - 8月、葉腋から生じた紅紫色の花柄（長さ 4 - 15 cm）を水面上に出して、先端に1個の花をつけて開花する（上図1, 2c, d）。花は基本的に3数性であり、放射相称の両性花、直径 1.5 - 2 cm ほどである（上図2a, c, d）。同花被花であり、花被片は長楕円形、紫褐色から暗赤色、10 - 20 × 2 - 7 mm、内外2輪に3枚ずつ配置する（上図2c, d）。外花被片 (萼片ともよばれる) より内花被片 (花弁ともよばれる) の方がやや長く幅が狭い。雄蕊（雄しべ）は12 - 24個、長さ約 1 cm、花糸は細長く、葯は赤色で外向する (上図2d)。雌蕊（雌しべ）は6 - 24個が離生し（離生心皮）、柱頭は線状で小毛が生えている（上図2c）。雌しべはそれぞれ子房内の背軸側に胚珠を2 - 3個つける。花は早朝に開いて夕刻に閉じて水没する。この開閉運動を2日間続けたら水中で結実する。雌性先熟であり、開花1日目は雌しべが成熟した雌性期（上図2c）、2日目は雄しべが成熟した雄性期（上図2d）となる。風媒花であると考えられている。
果実は袋果状の非裂開果であり、長さ 6 - 15 mm、宿存性の花柱は細く尖る（上図2a）。果実内の種子は1 - 2個入り、褐色、楕円形で 2.5 - 4 × 2 - 3 mm。染色体数は 2n = 72, 80。
一般にジュンサイの繁殖は、春季に水底で越冬した地下茎の節から分枝した茎が垂直に伸びてくる、または地下茎先端部の水平方向への伸長、あるいは水中茎から分枝した斜走茎から発生した根が接地したり、波風で切り離されて浮遊した水中茎から発生した根が浅瀬などに接地することで行われる。

## 分布・生育環境

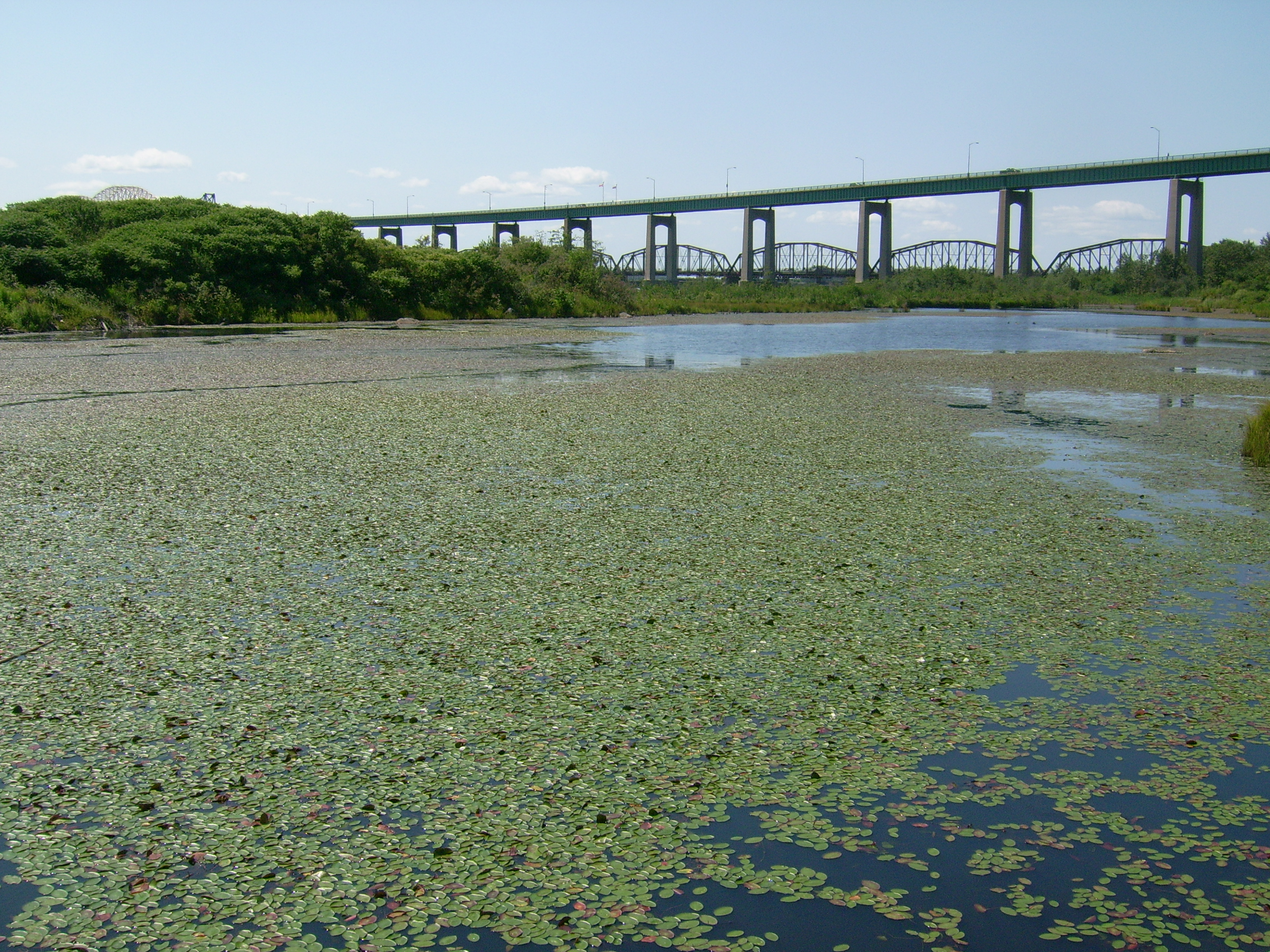
3. ジュンサイが水面を覆っている池 (カナダ)

北米から南米、東アジアから南アジア、オーストラリア、アフリカの熱帯から温帯域に散在的に分布している。日本では北海道から琉球まで報告されているが、水域の富栄養化などにより減少し、既に絶滅した地域もある（下記参照）。
自然池沼や古い灌漑用ため池で、水深1 - 3メートル (m) の水域に群生する。水質が中性からやや酸性で腐植質 (底に植物遺体など有機物が堆積している)、または貧栄養から中栄養の淡水の池沼に生育する（図3）。
生育条件として、泥の深い古い池沼で、清水であることがよいと古くからいわれている。自生する自然池沼や灌漑用ため池は、水田近傍の山林側、平野部の低地、水田地帯の上流部などに位置している。それらは、自然湧水や渓流水の流入があり、水底はやわらかい泥に覆われ、その深さは1メートルを超すこともある。また、周囲は山林で日当たりが良く、風の影響を受けない環境のところが多い。その他、標高800メートルを超える高原地帯にも自生していたり、自然池沼で増殖している事例、河川干拓地で栽培されている事例などもある。稲作水田を改造したジュンサイ田は、秋田県、青森県、福島県、茨城県などの各県でみられる。

## 保全状況評価
ジュンサイは日本全体としては絶滅危惧種等に指定されていないが、下記のように地域によっては絶滅のおそれが高く、また既に絶滅した地域もある。絶滅・減少の要因としては、池沼の開発や水質の富栄養化等があげられる。以下は2022年現在の各都道府県におけるレッドデータブックの統一カテゴリ名での危急度を示している (※埼玉県・東京都では、季節や地域によって指定カテゴリが異なるが、下表では埼玉県は全県のカテゴリ、東京都では最も危惧度の高いカテゴリを示している)。
- 絶滅種: 埼玉県※、東京都※、神奈川県、沖縄県
- 絶滅危惧I類: 茨城県、千葉県、徳島県、愛媛県、長崎県、熊本県、宮崎県
- 絶滅危惧II類: 栃木県、新潟県、奈良県、鳥取県、鹿児島県
- 準絶滅危惧種: 岩手県、富山県、石川県、福井県、長野県、静岡県、滋賀県、島根県、香川県、大分県

## 人間との関わり
主に春から夏にかけて、水中にある透明なゼリー状の粘質物が付着した幼葉（新芽、若葉）や茎などを摘んで食用とする。汁の実や三杯酢などにして食べられており、あっさりした味で、独特な風味と感触が珍重されている。古くは『万葉集』の歌にも詠まれ、7世紀にはすでに利用されていた。自然環境のものを採取、利用されてきたが、1970年代からは栽培も行われ、瓶詰め品などが市場にも出回っている。また、茎葉部や果実は解熱、よう疽の薬用になるといわれている。野生のものは減ってきたが、小舟やたらいに乗ってのジュンサイ採りは、夏の風物詩にもなっている。

### 食用
ジュンサイは世界各地に広く分布しているが、食用にしている地域は中国と日本くらいである。粘液質に包まれた若芽と幼葉を食材として利用し、主な旬は、6 - 7月とされる。春、最初に芽吹く1番芽が最も質がよいとされる。9月ごろの3番芽まで採取できる。花期では、幼葉のほか、花芽とその茎も含まれる。日本に自生していた認められる野菜の種類は極めて少なく、その中でもジュンサイは日本原産の野菜として認められるものの一つである。採取された幼葉はその大きさにより大型（長さ5.5 cm内外）、中型（長さ4.0 cm内外）、小型（長さ2.2 cm内外）に分けることができ、一般に中型が多く、それに大型・小型が混じり、小型で粘質物の多いものほど高価で珍重される。
ガラクトマンナンを主成分とするゼリー状の粘液質で覆われた若芽 (若い葉や茎) はぷるんとした独特のぬめりがあり、日本料理で食材として珍重される。つるんとした喉ごしを楽しむのが身上で、葉の部分はシャキシャキした歯触りとわずかに水草特有の香りがある。葉が小さいものほど味がよく、新鮮なものほど美味しいと評されている。茹でたものを瓶詰めにすれば保存できるが、取りたてのものと比べると味は格段に落ちる。
味は淡白で低カロリー (右表)、ポリフェノールを含む。98パーセント以上が水分で、含まれている栄養素が極めて少ない。ゼリー状の粘液質は多糖類で、食物繊維の一種である。それら食物繊維が比較的豊富で低カロリーであることから、腸内の清掃やダイエット効果が期待されている。ただし、頻繁に食べる食材でもないことから、効果について取り立てて特筆すべき要素はないという見方もされている。
下ごしらえに熱湯にさっとくぐらせて冷水に取り、水気を切って使われる。高温で長時間加熱すると、特有のぬめりの感触を楽しめなくなってしまう。産地以外では生のものは手に入りにくく、茹でたあと瓶詰めや袋詰めにして市場で売られており、加熱済みなので水洗いするだけですぐに利用できる。日本では、食材として以下のように調理される。
- 酢の物 - ぬめりが落ちないよう軽く水で洗い、沸騰した湯に通し、冷やしたものを三杯酢で和える[15][36]。
- 和え物 - わさびあえ、とろろあえ[43]、酢味噌和え[18]、からし和え[42]、おろし和え[44]。
- 煮びたし[42]
- 汁の実 - 吸い物（図4a）、みそ汁[15]、すまし汁[43][10]
- うどん、そば、そうめん[15]
- 鍋料理[43]、茶碗蒸し[15][41]
- 天ぷら - 水分をよく取り、天ぷら粉をつけて揚げる[36]。
- 塩漬け - 塩漬けにして保存し、随時、塩抜きして食べる[44]。

中国では胃潰瘍など胃腸病の病後によいとされ、スープとして食される。

### 栽培
水が豊富な地域において、沼地や水田を掘り下げたものを利用して栽培される。日本全国の自然池や灌漑用ため池などに自生しているものを採取して利用されてきたが、自然環境の変化による水質汚染などの影響で天然物が激減し、水田などを転用したジュンサイ田による栽培が増加している。最初の栽培は、昭和後期の米の過剰生産によってイネの生産調整が行われたのを機に、1970年（昭和45年）に秋田県山本郡山本町（現：三種町）の農家によって始めたものである。清らかな古い湖沼でなければ良く育たないといわれ、生育する湖沼によって品質が異なる。5 - 8月ごろに3 - 4回収穫され、収量は6 - 7月にピークを迎える。
一般に春の水温10度程度のころから葉・茎部分の生長がが始まり、その後食用部分の幼葉が形成され採取が始まる時期が水温15度程度である。初夏の水温が15度を超えると生長が旺盛になり、水温20 - 25度あたりで採取最盛期を迎える。表面水温が30度を超えると、雑草が繁茂し、水質は汚濁して病虫害の発生も活発になることから生長に悪影響が出る。水質は通常の灌漑用水で支障はないが、酸やアルカリ、塩類、過剰窒素、生活排水の混入があると栽培に悪影響を及ぼす。ジュンサイ田に蔓延る主な雑草に、アオミドロ（藻類）、ヒルムシロ（ヒルムシロ科）、イヌホタルイ（カヤツリグサ科）、タヌキモ（タヌキモ科）があり、水田除草剤の使用はジュンサイも著しく生長が阻害されてしまうため、手取り除草が行われる。ジュンサイを食害する病害虫としては、トラフユスリカ（ハエ目）、マダラミズメイガ（チョウ目）、ジュンサイハムシ（甲虫目）が知られる。また、コイ、ソウギョ、ライギョ、ザリガニ類、カモ類による食害もあり、これら生き物を放たないように対策が図られている。
苗の植え付けは6 - 7月に行われ、3年目以降の6 - 8月に若い葉を収穫する。苗は植え付け後5年以上経過したもの、または自生沼から生長旺盛な地下茎15 - 20 cmを根分けしたものが使用される。収穫は小舟（じゅんさい舟）に独りで乗って、棒を操って水中を覗き込みながら、手作業で行われる。従事者の高齢化や減少が課題となっている。秋田県三種町では観光客のジュンサイ摘み採り体験を行っており、また「世界じゅんさい摘み採り選手権大会」が開催されている。
作型はおおよそ自然池沼栽培と造成田栽培の大別され、造成田栽培の方法には普通栽培のほかにハウス栽培も行われている。自然池沼栽培は、自然池沼や灌漑用ため池で自生したジュンサイを採取し、増殖や栽培管理も行うものである。採取期間は6 - 8月と短く採取量が少ないが、品質が良く、病害虫の発生が少ないという利点がある一方で、水質汚染や水位変化などの影響を受けやすく採取量が近年減少してきている。造成田による普通栽培は、主に稲作水田を改造してジュンサイの栽培に転用したもので、栽培の大部分を占めている。採取期間は5 - 9月の間行われ、市況に応じて長期間の出荷ができる。ハウス栽培は、普通栽培のジュンサイ田にビニールハウスを設置して積雪や低温の影響を受けないように栽培する方法で、近郊都市向けに早期出荷を図ったものである。出荷時期は4月上旬ごろから行われるが、早いものでは3月下旬の出荷の事例もあり、5月下旬までハウス栽培を続けて、その後は普通栽培に切り替えられる。
栽培適地としての条件は、気温・降雨・日照・風などの気象条件を受けやすく、とくに高温障害、急激な水位上昇による浮葉の水没、風浪、凍結、積雪などが栽培に悪影響を及ぼす。ジュンサイ田は気象条件の他に、水管理、除草・施肥・病虫害防除などの栽培管理、採取方法や採取能率、経営規模が大きく関係している。ジュンサイ田の多くは、おおよそ長方形で10 - 30アール (a) のところが多く、大区画のところでは防風林の利用や防風網が設置されている。自然池沼は規模はさまざまであるが、1ヘクタール (ha) 未満のものが多く、水面積の大きい自然沼での採取範囲は沼の周辺部に限定されることが多い。水深は、調査試験結果では50 - 100 cmの範囲で栽培上の支障はないことがわかっているが、水深が浅いほどきめ細かな栽培管理が要求される。

### 産地
秋田県では古くからジュンサイの採取が行われており、1935年（昭和10年）ごろ瓶詰めの加工実績がある。現在、日本国内で流通するジュンサイの8割は中国産である。日本での生産量は秋田県が最も多く、次いで青森県、山形県であり、この3県で国内生産の99%を占める (2010年当時)。秋田県は全国一のジュンサイ生産量をあげており、特に山本地方が盛んで、関西・関東・北海道などの各地へ出荷している。その多くは、コメの転作作物としてジュンサイに取り組んだ秋田県三種町（下図5a）で生産されたもので、1986年（昭和61年）度で約270トンだった生産量は、町が転作作物として1987年（昭和62年）から3年かけて奨励事業を行ったことにより急速に増え、最盛期となった1991年（平成3年）度には約1260トンに達した。しかし、その後は減少傾向に転じており、2016年（平成28年）度は約440トンへ大きく落ち込んでいる。三種町では、ジュンサイの栽培に必要な引水に山手の地域では沢水を利用し、その他の地域では地下水や白神山地にあるダム湖の水を利用している。
古くは、京都の深泥池がジュンサイの産地として知られていた。北海道七飯町にある大沼国定公園には、大沼三湖のひとつである蓴菜沼があり、ジュンサイの瓶詰は大沼国定公園の名物として売られている。「じゅんさい沼」と呼ばれる湖沼は、山形県村山市と秋田県湯沢市にもある。また新潟県新潟市東区や阿賀野市には「じゅんさい池」がある (上図5b)。

### 文化
日本ではジュンサイは非常に古くから知られており、「ぬなは、ぬなわ (奴奈波、沼縄、蓴)」の名で『古事記』や『日本書紀』、『長屋王家木簡』、『正倉院文書』にも記述がある。この名は、ジュンサイが沼に生育し、縄のように長い茎をもつことに由来するされる。『万葉集』にも、ジュンサイは下記の歌に詠まれている。

わが情 ゆたにたゆたに 浮ぬなは 辺にも奥にも 寄りかつましじ
（意味: わたしの心はゆらゆらと漂うジュンサイであり、近寄ることも遠のくこともできない）
—作者不明、『万葉集』巻7-1352番
ジュンサイの根が長いことから、「根蓴菜（）の」が「長き」「来る」「寝る」などに対する掛詞として使われていた。
また「蓴菜」、「蓴」、「沼縄」は、夏の季語である。
ジュンサイはぬめりがあって箸で掴みにくいことから、近畿方言では「捉えどころがない」、「ぬらりくらりしている」、「どっちつかずである」という意味で「じゅんさい」が使われることがある。またここから転じて「じゅんさい」が「いいかげんなこと」、「でたらめなこと」、「誠意のないこと」、「薄情なこと」を意味することもある。
ふるさとの味、故郷を思う気持ちのおさえがたさのことを「蓴羹鱸膾（）」という。これは晋の張翰が、故郷の味である蓴の羹（）と鱸の膾（）を思い出し望郷の念に駆られ、官を辞して帰郷した故事に由来する。
「じゅんさいの日」は7月1日である。2012年に秋田県三種町の「三種町森岳じゅんさいの里活性化協議会」が制定した記念日であり、日付は英語で6月を意味する「ジューン (June)」と、31を「さい」と読む語呂合わせで6月31日としたが、6月31日は存在しないため翌日の7月1日を選定した。また、この時期にジュンサイの収穫が最盛期を迎えることも理由の1つである。